# Potência acústica
Potência acústica ou potência sonora é a taxa temporal com que a energia sonora é emitida, refletida, transmitida ou recebida em dado domínio. A unidade SI de potência acústica (ou sonora) é o watt (W). É a potência da força sonora sobre uma superfície de um meio de propagação da onda de som. Para a fonte de som, ao contrário da pressão sonora, potência sonora não depende do ambiente (recinto) nem da distância. Pressão sonora é uma propriedade de campo, bem definida num ponto do espaço, enquanto a potência sonora é uma propriedade da fonte sonora, igual ao total de energia emitida pela fonte em todas as direções. A potência sonora transferida através de uma área às vezes é chamado de fluxo acústico ou fluxo de som através dessa área.

Embora tenham certas aspetos em comum, não se deve confundir potência acústica com potência de áudio (potência de audiofrequência). Muitas vezes dá-se de haver um fenômeno acústico, sem a intervenção dum artefato eletrônico (ex.: voz humana), casos em que não há potência de áudio em si.

## Nível de potência sonora LWA

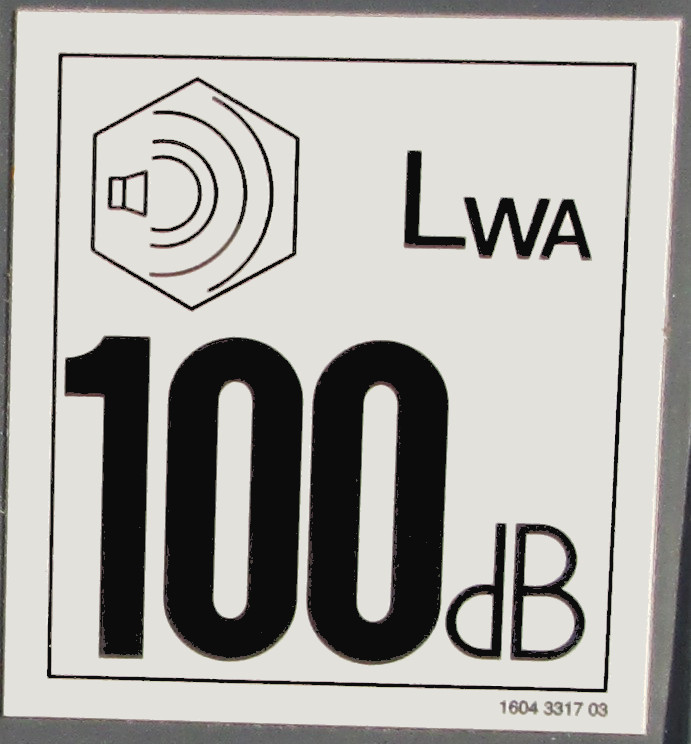
Máximo nível de potência sonora (L_{WA}) de compressor de ar portátil.

Leis, normas técnicas e especificações controlam o máximo nível de potência sonora LWA que um dispositivo (ex.: aspirador de pó) pode produzir. A "Ponderação A", conforme a norma internacional IEC 61672: 2003 e vários padrões nacionais relativos à medição do nível de pressão sonora, é usada para o cálculo de como o os critérios normativos preocupam-se com as intensidades sonoras como são percebidas pelo ouvido humano. Medições são tomadas em vários pontos definidos em torno do dispositivo.
O ambiente de teste pode ser em ambiente interno ou externo (ao ar livre). O ambiente ideal é no chão em um grande espaço aberto ou semi-anecoico (livre de ecos, sobre um plano refletor). Para levar em conta reflexões indesejadas a partir de objetos próximos, paredes e o teto, e por qualquer resíduo de ruídos de fundo, as correções de medição são aplicadas.

### Tabela de fontes selecionadas de som
Aqui está uma tabela com alguns exemplos.
| Situação e fonte de som                                                | Potência sonora (W) | Nível de potência sonora (dB ref 10−12 W) |
| ---------------------------------------------------------------------- | ------------------- | ----------------------------------------- |
| Foguete Saturno V                                                      | 100.000.000         | 200                                       |
| Sonar do Projeto Artemis                                               | 1.000.000           | 180                                       |
| Motor turbo                                                            | 100.000             | 170                                       |
| Aeronave turbofan (decolagem)                                          | 1,000               | 150                                       |
| Aeronave turbohelice (decolagem)                                       | 100                 | 140                                       |
| Metralhadora de pente grande                                           | 10                  | 130                                       |
| Orquestra sinfônica Trovão forte Explosão sônica                       | 1                   | 120                                       |
| Concerto de Rock Serra de cadeia Aceleração de motocicleta             | 0,1                 | 110                                       |
| Cortador de grama Carro em rodovia de velocidade Metrô de rodas de aço | 0,01                | 100                                       |
| Grandes veículos a diesel                                              | 0,001               | 90                                        |
| Relógio despertador alto                                               | 0,0001              | 80                                        |
| Aspirador de pó pouco sonoro                                           | 10−5                | 70                                        |
| Secador de cabelo                                                      | 10−6                | 60                                        |
| Rádio ou TV                                                            | 10−7                | 50                                        |
| Geladeira Voz baixa                                                    | 10−8                | 40                                        |
| Conversa calma                                                         | 10−9                | 30                                        |
| Sussurro de uma pessoa Tique-taque do relógio de pulso                 | 10−10               | 20                                        |
| Respiração de uma pessoa                                               | 10−11               | 10                                        |
| Valor de referência                                                    | 10−12               | 0                                         |

## Definição matemática
Potência de som, denotada P, é definida por
{\displaystyle }
onde
- f é o força sonora em vetor unitário u;
- v é a velocidade da partícula, projeção de v ao longo de u;
- A é a área;
- p é a pressão sonora.

Em um meio, a potência do som é dada por
{\displaystyle }
onde
- A é a área da superfície;
- ρ é a densidade mássica;
- c é a velocidade do som;
- θ é o ângulo entre a direção de propagação do som e a normal à superfície.

Por exemplo, um som de nível SPL = 85 dB, para p = 0,356 Pa no ar (ρ = 1,2 kg·m−3 e c = 343 m·s−1) através de uma superfície de área A = 1 m2 normal à direção de propagação (θ = 0 °), tem um fluxo de energia sonora P = 0,3 mW.
Este é o parâmetro importante, quando da conversão de ruído de retorno em energia utilizável, juntamente com quaisquer perdas no dispositivo de captura.

## Relações com outras quantidades
Potência do som está relacionada com a intensidade do som:
{\displaystyle }
onde
- A é a área;
- I é a intensidade do som.

Potência sonora está relacionada com densidade de energia sonora:
{\displaystyle }
onde
- c é a velocidade do som;
- w é a densidade de energia sonora.

## Definição de nível de potência sonora
Nível de potência sonora (NPS, em inglês SWL) ou nível de potência acústica é usualmente avaliada e modelada matematicamente como uma função logarítmica da potência de um som em relação a um valor de referência.
O nível de potência sonora, denotada LW e medido em dB, é definido por
{\displaystyle }
onde
- P é a potência do som;
- P0 é a referência de potência sonora;
- 1 Np = 1 é o neper;
- 1 B = 21 ln 10 é o bel;
- 1 dB = 201 ln 10 é o decibel.

A potência sonora comumente usada como referência no ar é 
{\displaystyle }
Notações adequadas para o nível de potência sonora com essa referência são LW/(1 pW) ou LW (re 1 pW), mas as notações sufixadas dB SWL, dB(SWL), dBSWL, ou dBSWL são muito comuns, ainda que não aceitas pelo SI.
A potência sonora de referência (P0) é definida como a potência de som com o intensidade sonora I0 = 1 pW/m2 através de uma superfície de área A0 = 1 m2:
{\displaystyle }
donde o valor de referência P0 = 1 pW.

### Expressões envolvendo nível de pressão sonora
O cálculo genérico da potência sonora de pressão sonora é como segue:
{\displaystyle }
onde:
{\displaystyle } define a área de uma superfície que envolve toda a fonte. Esta superfície pode ser de qualquer forma, mas deve envolver inteiramente a fonte.
No caso de uma fonte sonora localizada em campo livre, posicionado sobre um plano refletor (i.e. a terra), no ar, à temperatura ambiente, o nível de potência sonora a uma distância r da origem do som é aproximadamente relacionado com o nível de pressão sonora (SPL) por:
{\displaystyle }
onde
- Lp é o nível de pressão sonora;
- Um0 = 1 m2;
- {\displaystyle } define a área de superfície de um hemisfério; e
- r deve ser suficiente para que o hemisfério envolva inteiramente a fonte.

Derivação da equação:
{\displaystyle }
Para uma onda esférica progressiva,
{\displaystyle }
{\displaystyle } (a superfície da esfera)
onde z0 é a impedância acústica característica específica.
Consequentemente,
{\displaystyle }
e já que, por definição, I0 = p02/z0, onde p0 = 20 μPa é a pressão sonora de referência,
{\displaystyle }
A potência sonora estimada praticamente não depende da distância. A pressão sonora utilizada nos cálculos pode ser afetado pela distância devido aos efeitos viscosos na propagação do som, exceto quando não declarado.